# Mother (canción de Pink Floyd)
"Mother" (del inglés «Madre») es una canción escrita por Roger Waters, grabada y publicado por la banda de rock progresivo Pink Floyd, lanzado el 30 de noviembre de 1979, cómo parte del álbum The Wall.

## Composición
La canción tiene un cambio de un ritmo bastante tranquilo a uno más fuerte, expandiendo su instrumentación de un solo de guitarra acústica y voz (en la mitad de la canción) a; harmonium, piano, batería, bajo, armonía vocal, y guitarra eléctrica. 
Con respecto a la letra, la canción contiene una mínima introducción que consiste sólo en punto de inhalación y exhalación antes de los primeros versos de la canción que son cantados por Roger Waters, en los que explica a su madre el miedo por si la canción gustará, si le intentarán golpear, entre otras cosas. David Gilmour canta un coro en respuesta a la letra anterior, representando a la Madre, en estos se puede extraer las frases como; "Mama's gonna make all of your nightmares come true" (del Inglés, "Mama hará todas tus pesadillas realidad"); "Mama's gonna put all of her fears into you" (del Inglés, "Mama pondrá todos sus miedos dentro tuyo"); o; "She won't let you fly but she might let you sing" (del Inglés, "Ella no te dejará volar pero puede que te deje cantar"); a esto sigue un solo de guitarra que como se indicó rompe con la secuencia musical que se estaba ejecutando. Waters canta otro verso, en el cual se centra en preguntar a su madre si una chica, aparentemente su novia, es lo suficientemente buena para el o si romperá su corazón, este verso es de nuevo seguido por el coro de Gilmour (con letras alteradas), dejando frases como: "Mama's gonna check out all your girlfriends for you" (del Inglés, "Mama va a revisar todas tus novias por ti") o "Mama will always find out where you've been" (del Inglés, "Mama siempre encontrará donde has estado");. Finalmente la canción termina con un cambio de volumen y Waters cantando; "Mother did it need to be so high?" (del Inglés, "Madre, era necesario que fuese tan alta?") en relación con la pared creada por Pink, el protagonista del álbum, y que su madre ayuda a realizar.